# Kamienica Pod Bazyliszkiem w Warszawie

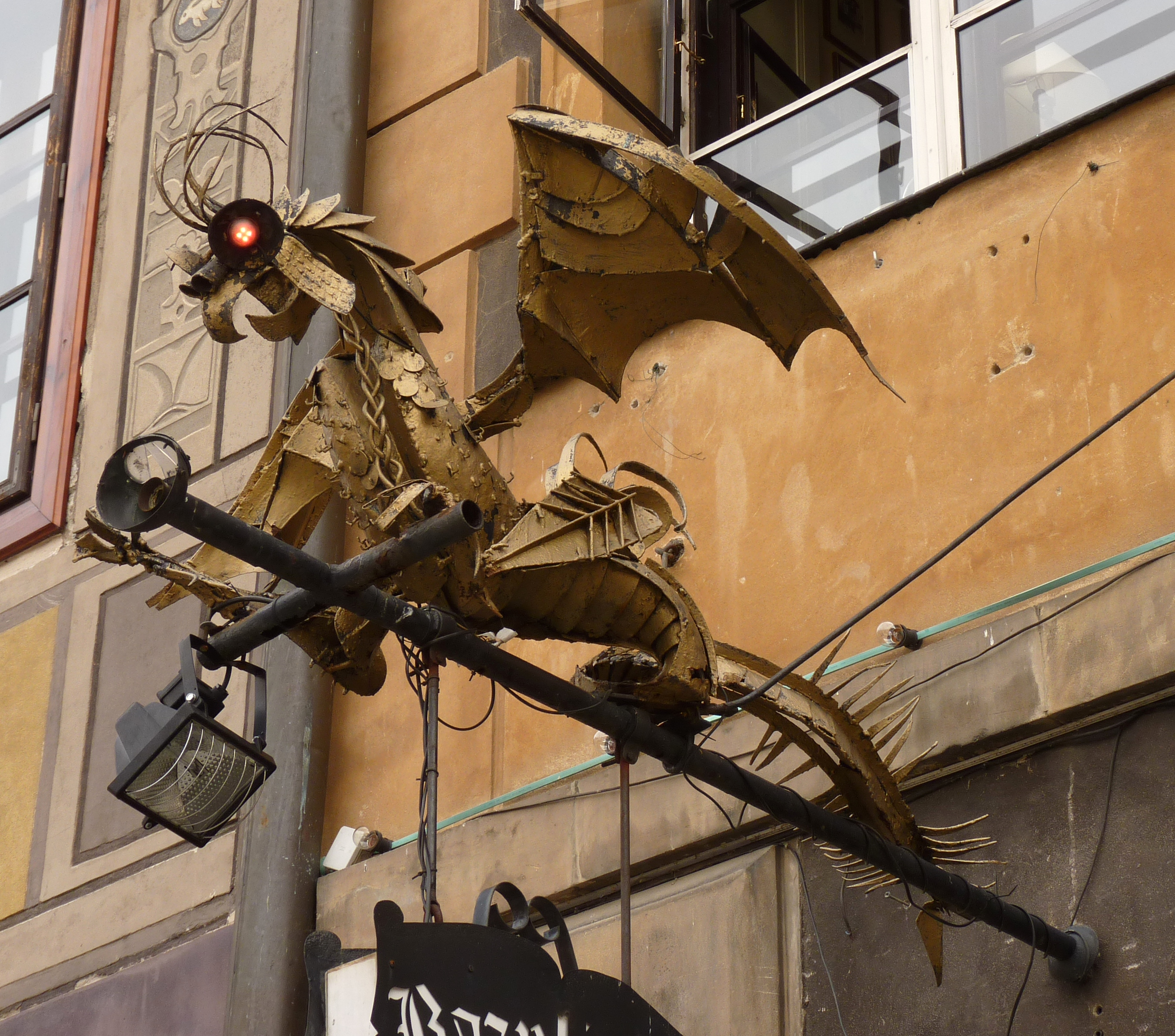
Bazyliszek nad wejściem

Kamienica pod Bazyliszkiem – budynek stojący na Starym Mieście w Warszawie. Powstała w 1470 roku, wybudowana przez Jana Kirstiana. Mieści się przy Rynek Starego Miasta pod numerem 5.

## Historia
W 1607 roku została spalona i odbudowana w 1614 roku przez burmistrza Stanisława Jelenia. Od 1632 roku budynek należał do Jana Kotyńskiego. 
W XVIII wieku budynek pełnił funkcję kantoru, prowadzonego przez Piotra Riaucourt. W latach 70. XVIII wieku fasada zyskała wystrój klasycystyczny. W XIX wieku kamienica wielokrotnie zmieniała swoich właścicieli, należała m.in. do rodziny Kwiatkowskich, Choromańskich, Nowickich, Samowiczów, Zawadzkich. 
W 1928 roku polichromia fasady została wykonana przez Stanisława Rzeckiego. Po 1935 roku część kamienicy pełniła funkcję poczty. 
Kamienica została zniszczona w 1944 roku. Pozostałości zostały rozebrane i budynek odbudowano w latach 1952–1953 według projektu Mieczysława Kuzmy i Lesława Nowakowskiego. Figurka bazyliszka nad wejściem została wykonana przez Jerzego Brabandera. 
Obecnie w kamienicy znajduje się restauracja Bazyliszek.